# Machiïta
La machiïta és un mineral de la classe dels òxids. Rep el nom en honor de Chi Ma, director de la Divisió de Ciències Geològiques i Planetàries de la Instal·lació analítica de Caltech (Califòrnia, EUA), sent reconegut com a expert en mineralogia a nanoescala i descobridor de molts nous minerals.

## Característiques
La machiïta és un òxid de fórmula química Al₂Ti₃O₉. Va ser aprovada com a espècie vàlida per l'Associació Mineralògica Internacional l'any 2016. Cristal·litza en el sistema monoclínic. És el primer mineral òxid purament d'alumini i titani.
L'exemplar que va servir per a determinar l'espècie, el que es coneix com a material tipus, es troba conservat a les col·leccions de meteorits de l'Institut de geofísica i planetologia de Hawaii, de la Universitat de Hawaii a Manoa, a Honolulu (Hawaii), amb el número de secció: uh80.

## Formació i jaciments
Va ser descoberta al meteorit Murchison, localitzat a la localitat de Murchison, a la ciutat de Greater Shepparton (Victòria, Austràlia). També ha estat descrita a la mina Bolesław, al comtat de Kłodzko, dins el Voivodat de Baixa Silèsia (Polònia). Aquests dos indrets són els únics de tot el planeta on ha estat descrita aquesta espècie mineral.